# Hans Aufrichtig
Hans Sigmund Aufrichtig, född 5 september 1869 i Prag, död 2 maj 1951 i Helsingfors, var en tysk/finländsk musiker.
Efter mångåriga musikstudier i Prag och i Berlin flyttade Aufrichtig 1901 till Vasa i Finland, där han tjänstgjorde som violoncellist, kapellmästare, sånglärare och kördrigent fram till 1915. Från 1918 var han anställd som repetitör vid Finska operan i Helsingfors. Aufrichtig upptecknade folkvisor och danser, arrangerade finlandssvenska folkvisor och komponerade musik för piano och violin samt gjorde musiken till sagospelet Rosenröd.